# Selección de fútbol de Valonia
La Selección de fútbol de Valonia es un equipo de fútbol que representa a la región de Valonia (Bélgica). No está reconocida oficialmente por la FIFA, pero desde el 31 de julio de 2007 está afiliada a la NF-Board.